# Xiphidiopsis fischerwaldheimi
Xiphidiopsis fischerwaldheimi är en insektsart som beskrevs av Andrej Vasiljevitj Gorochov 1993. Xiphidiopsis fischerwaldheimi ingår i släktet Xiphidiopsis och familjen vårtbitare. Inga underarter finns listade i Catalogue of Life.